# Klockfunkia
Klockfunkia (Hosta ventricosa) är en art i familjen sparrisväxter som lever naturligt i Kina och Korea. Den odlas som trädgårdsväxt i Sverige.
Klockfunkia är en flerårig tuvad ört som blir cirka 80 cm i diameter och 50 cm hög. Bladskivorna är hjärtlika till bred äggrunda, 20–30 cm långa och 15–20 cm breda, och sitter på 18–22 cm långa skaft. De är mörkt smaragdgröna, glänsande, särskilt på undersidan. Blomstjälken är upprätt, 80–95 cm hög, rundad. Blomställningen är en cirka 25 cm lång klase med 20-30, doftlösa blommor. Blommorna är klocklika, 5,5 cm långa och 3 cm i diameter, blåvioletta med mörkare nerver.
Arten är apomiktisk.
Klockfunkia är systematiskt isolerad och kan inte förväxlas med andra funkiaarter.

## Sorter
- 'Aureomaculata' - bladen är något mindre och har ett gulaktigt mittfält, som under sommaren blir allt mer grönt. Det finns flera kloner under detta namn, som varierar något i hur stor yta som är gul.

- 'Aureomarginata' (syn. 'Variegata') - har blad som är oregelbundet kantade i gult under våren. senare på säsongen blir kanterna gulvita.

- 'Flame Stitch' (Walters Gardens/Clarence Falstad 1991)	- först gula, senare gräddvita blad med en oregelbunden grön kant. den är en sport av 'Aureomaculata'.

- 'Fury of Flame' (T&Z Nursery/Mark Zilis 1985) - har helt gula blad under våren, de övergår senare i rent grönt.

- 'Holly's Honey' (G. Holly/AHS 1986) - har mer glänsande blad med krusig kant.

- 'John Metzgar' (S. & S. Zolock 2004)

- 'Jolly Green Dwarf' (Tony Avent 2006) - är en dvärgväxande sort.
- 'Ki Murasaki Gibōshi' (Japan)  - är ytterligare en gulbladig sort.
- 'Lakeside Ebony Echoes' (Chastain 2002) - har gröna blad med inrullade kanter.

- 'Murasaki Ki Noka' (Japan) - är möjligen identisk med 'Aureomaculata'.

- 'Paradise Gold Line (Marco Fransen) - har gröna blad med en rund gul kant. Den är en sport av 'Aureomarginata'.
- 'Spock's Ears' (Dirk Dupré)

## Hybrider
Arten har använts flitigt i hybrider, då vanligen som pollenlämnare på grund av sitt apomiktiska beteende.

## Synonymer
- Bryocles ventricosa Salisb. nom. inval.
- Funkia caerulea (Andrews) Sweet

- Funkia lanceolata Siebold ex Miq.

- Funkia latifolia lusus aureomaculata Miq.

- Funkia latifolia Miq.

- Funkia marginata Siebold ex Miq.

- Funkia ovata Spreng., nom. illeg.

- Funkia ovata f. aureovariegata Regel

- Funkia ovata f. latemarginata Regel

- Funkia ovata var. caerulea (Andrews) Miq.

- Funkia ovata var. intermedia Baker

- Funkia ovata var. ramosa Miq.

- Funkia spathulata Siebold ex Miq.

- Funkia viridimarginata Siebold ex Miq.

- Hemerocallis caerulea Andrews

- Hosta caerulea (Andrews) Tratt., nom. illeg., non Jacq.

- Hosta caerulea f. aureovariegata (Regel) Voss

- Hosta caerulea f. latemarginata (Regel) Voss

- Hosta japonica var. caerulea (Andrews) Asch.

- Hosta latifolia (Miq.) Matsum., nom. illeg.

- Hosta miquelii Moldenke

- Niobe caerulea (Andrews) Nash

- Niobe japonica Salisb., nom. inval.

- Saussurea caerulea (Andrews) Salisb.